# Erik Wøllo

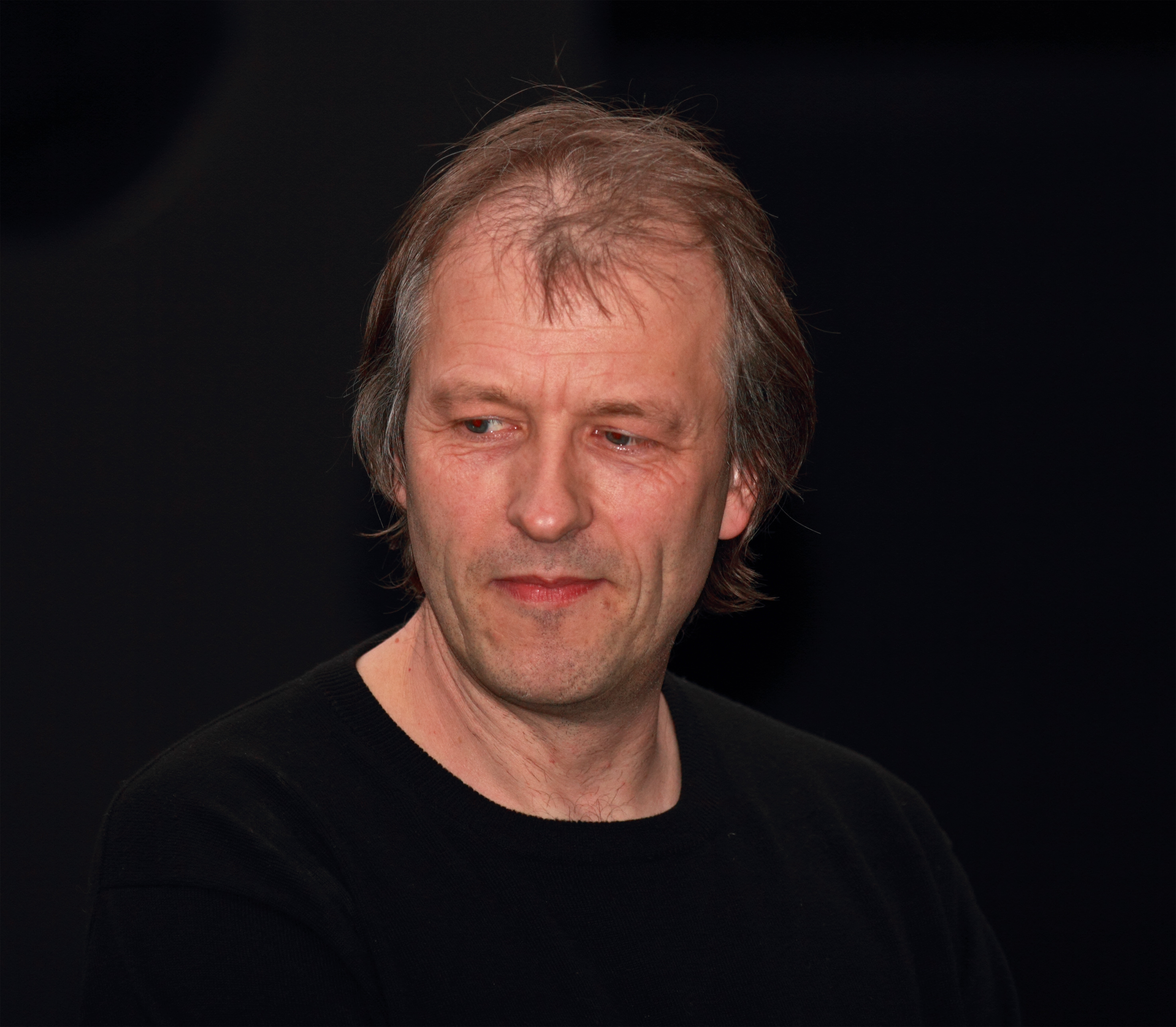
Erik Wøllo

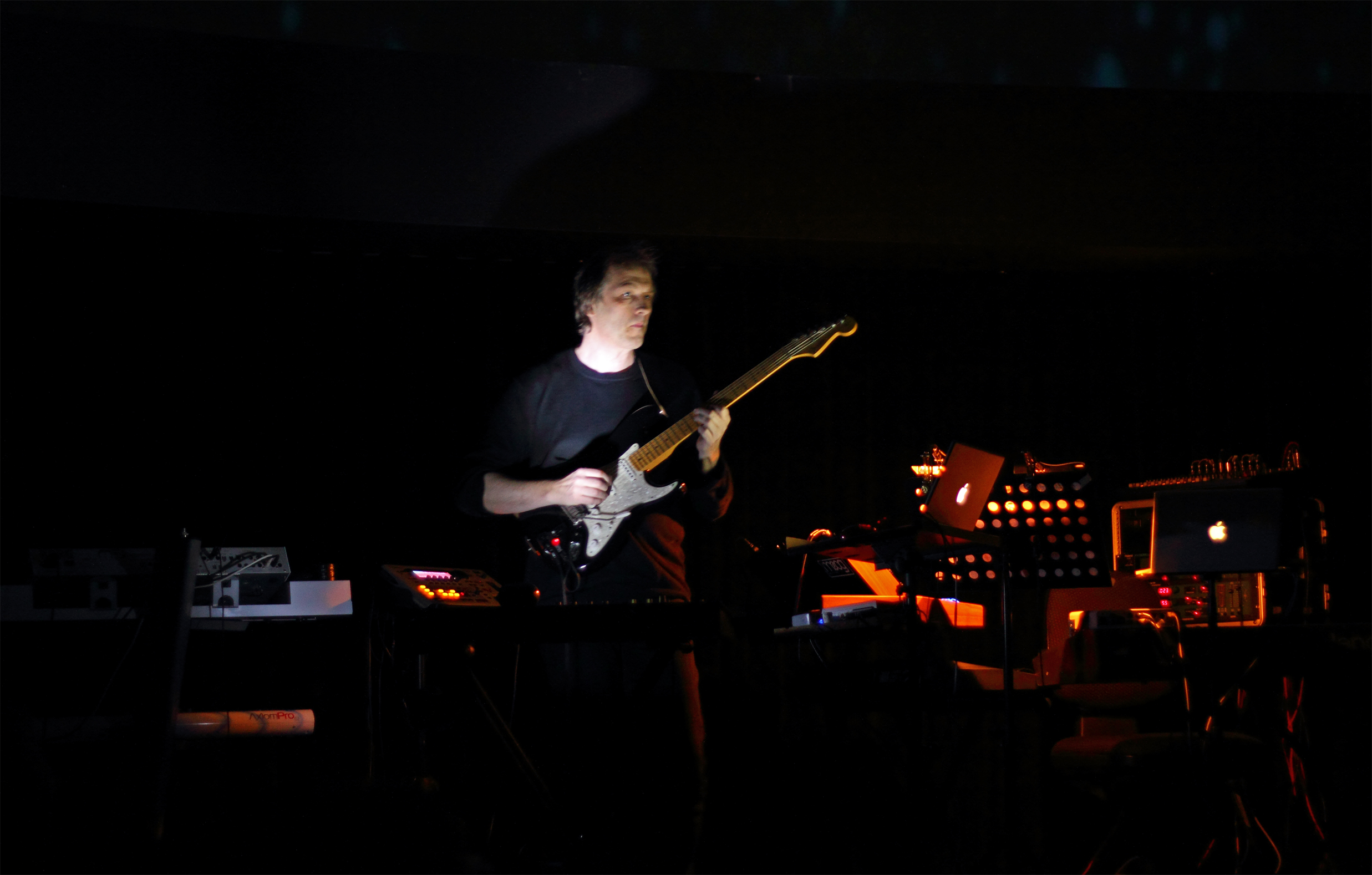
Während eines Konzerts im Rahmen der Schallwelle-Verleihung 2012

Erik Wøllo (* 6. Januar 1961 in Hemsedal) ist ein norwegischer Jazz- und Rock-Gitarrist und Komponist.
Wøllo, der eine klassische Gitarrenausbildung absolvierte, debütierte 1980 als professioneller Musiker. 1983 erschien sein erstes Album als Bandleader: Where It All Begins (mit Øystein Sevåg, Inge Norum und Jan Erik Salater). 1985 erschien ein Album mit elektronischer Musik: Traces.
Wøllo komponierte Schauspiel-, Film- und Ballettmusiken (u. a. für Kjersti Thorbjørnsen und Teet Kask). Gemeinsam mit Sven Påhlsson realisierte er zahlreiche Musik- und Videoinstallationen.

## Diskographie
- Where It All Begins, 1983
- Dreams Of Pyramids, 1984
- Traces, 1985
- Silver Beach, 1987
- Images Of Light mit Erik Balke, Tore Brunborg, Arne Frang, Morten Halle, Jan Wiese, 1990
- Solstice mit Katarina Floden, L. Subramaniam, 1992
- Transit, 1996
- Dimension D, 1997
- Guitar Nova mit Jon Eberson, 1998
- Wind Journey, 2001
- Emotional Landscapes, 2003
- The Polar Drones, 2003
- Blue Sky, Red Guitars, 2004
- Elevations, 2007
- Arcadia Borealis mit Bernhard Wöstheinrich, 2009
- Air Machine mit Frank van Bogaert, 2009
- Gateway, 2010
- Silent Currents, 2011
- Airborne, 2012
- Weltenuhr mit Bernhard Wöstheinrich, 2014
- Different Spaces, 2017